# James Morrison (trompettist)

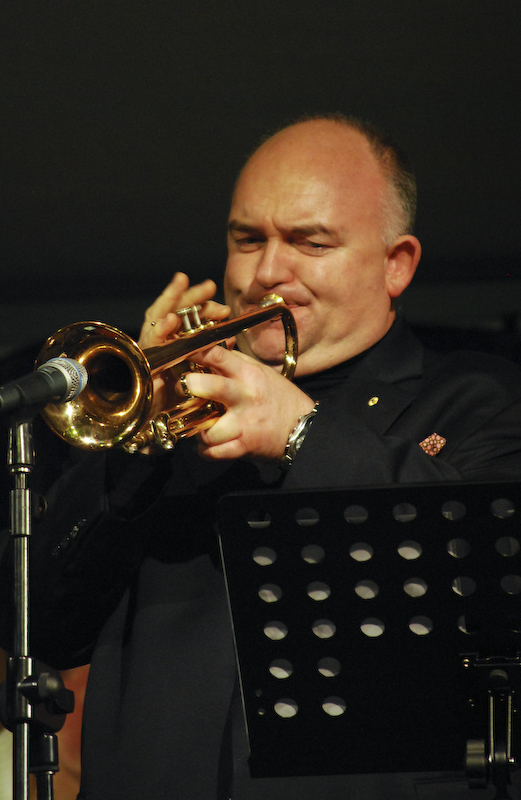
James Morrison

James Morrison (Boorowa (Australië), 11 november 1962) is een Australische jazzmuzikant die verschillende instrumenten bespeelt. Hij is vooral bekend als trompettist.
Hij bespeelt naast de trompet ook trombone, eufonium, bugel, tuba, klarinet, verschillende saxofoons en piano.
Hij componeert jazzwerken voor ensembles van verschillende samenstelling en niveau. Hij is hoofd van Morrison Records, een onafhankelijk merk, toegewijd aan jazzmuziek.

## Achtergrond
Morrison komt uit een muzikale familie. Op zevenjarige leeftijd begon hij op de trompet, op negenjarige leeftijd had hij reeds zijn eerste eigen band. Op zijn dertiende jaar speelde Morrison professioneel in nachtclubs. Samen met zijn broer, nu een bekende jazzdrummer, vormde hij in 1983 een big band met 13 leden: de "Morrison Brothers Big Bad Band". Ook aan veel andere projecten en opnamen heeft hij samen met zijn broer gewerkt.
Morrison heeft het ontdekken en ontwikkelen van talent altijd erg belangrijk gevonden. Hij vond zijn vocaliste, Emma Pask, bij een schoolconcert, toen zij 16 jaar oud was. Zij is sindsdien uitgegroeid tot een internationaal erkend jazz-zangeres.
Hij sponsort jaarlijkse beurzen voor jonge muzikanten en is actief betrokken bij verschillende jeugdbands.

## Discografie
- 2007 - Christmas
- 2007 - The Other Woman
- 2006 - Gospel Collection Volume II
- 2006 - 2x2 - James Morrison and Joe Chindamo
- 2005 - Gospel Collection
- 2003 - On The Edge
- 2002 - So Far So Good
- 2001 - Scream Machine
- 1999 - European Sessions
- 1998 - Three Minds
- 1998 - Quartet
- 1996 - Live At The Sydney Opera House - James Morrison with his Big Band
- 1994 - Live In Paris - James Morrison and The Hot Horns Happening
- 1993 - This Is Christmas
- 1992 - Two The Max
- 1991 - Manner Dangerous
- 1990 - Snappy Doo
- 1989 - Swiss Encounter - James Morrison & Adam Makowicz
- 1988 - Postcards From Downunder
- 1984 - Live At The Winery - James Morrison & The Morrison Brothers Big Bad Band
- 1984 - A Night In Tunisia - James Morrison & The Morrison Brothers Big Bad Band

## Samenwerking met andere muzikanten
Morrison heeft opgetreden met Dizzy Gillespie, met Don Burrows, als lid van de Don Burrows Band en met Ray Charles en B. B. King op een tour in 1990. Ook heeft hij gewerkt met Ray Brown, Wynton Marsalis, Frank Sinatra, Cab Calloway, Jon Faddis, Woody Shaw, Whitney Houston, Arturo Sandoval, Phil Stack, George Benson, Mark Nightingale en Red Rodney.
In 2005 was hij de solist op het 150-jarig jubileum van de Black Dyke Band. Ook later, in 2007, heeft hij als gastsolist met deze band opgetreden, in Londen.
In 2003 heeft hij de band On The Edge opgericht samen met de Duitse toetsenist en componist Simon Stockhausen.

## Instrumenten
Naast het bespelen van instrumenten houdt James Morrison zich ook bezig met het productieproces ervan. Zo heeft Yamaha de YTR6335J Morrison-trompet, de YTR6335JII Morrison-trompet en het TR14B4JM James Morrison Signature-mondstuk gemaakt. Er bestaat een soortgelijke trombonelijn met de YSL456GMA- en de YSL456GJII James Morrison-trombones en de professionele YSL456GJ James Morrison-trombone en het 48JM-GP-mondstuk.
Zijn laatste trompetcreatie was een project met een ontwerper, Steve Marshall. Het product hiervan was de Morrison Digital Trumpet ofwel de Morrison Digitale Trompet. Het is een MIDI-blaasapparaat dat eruitziet en werkt als een futuristische normale trompet. Door te blazen produceert de bespeler een elektronisch geluid, dat naar wens kan worden aangepast. Zo kan bijvoorbeeld een ander instrument gesimuleerd worden. Dit is te vergelijken met een pianist die een keyboard bespeelt.
Toen Morrison het nummer (Tired Of Being) the other woman uitvoerde in Sydney, liet hij zijn nieuwste technische snufje zien: een keyboard met een microfoon eraan. Het keyboard 'zong' alles wat Morrison in de microfoon zei met het geluid van een koor.

## Trivia
Bij de finale van de Davis Cup in Australië in 2003 speelde Morrison het verkeerde Spaanse volkslied. In plaats van de huidige versie speelde hij het Himmo de Riego, dat niet meer wordt gebruikt sinds de Tweede Spaanse Republiek. Hierop liep de Spaanse staatssecretaris van sport boos weg. Morrison gaf toe het volkslied geleerd te hebben van een bestand dat hij via een peer to peer-netwerk had gedownload. Het had de naam 'Spanish National Anthem' en hij had niet geverifieerd of dit wel het juiste volkslied was. Hij zette zijn fout recht door snel het correcte volkslied te vinden. Dit kalmeerde de Spanjaarden en de wedstrijd kon doorgaan.
Wanneer hij niet aan het toeren is, componeert of zich bezighoudt met een van zijn jeugdorkesten, beoefent hij een van zijn hobby's, die niet erg gebruikelijk zijn voor een muzikant: deelnemen aan triatlons, abseilen, vliegen in zijn eigen vliegtuig of racen bij een rallykampioenschap.
Morrison is, samen met Warren Brown en Steve Pizzati, presentator van Top Gear Australia.
- Bibliothèque nationale de France: cb139343743 (data)
- Gemeinsame Normdatei: 13468222X
- International Standard Name Identifier: 0000 0001 2126 9672
- Library of Congress Control Number: n91096244
- MusicBrainz: b49a9595-3576-44bb-8ac0-e26d3f5b42ff
- Nationale Bibliotheek van Tsjechië: xx0138409
- Nederlandse Thesaurus van Auteursnamen: 079064957
- Istituto Centrale per il Catalogo Unico: RAVV486860
- Virtual International Authority File: 32301910
- WorldCat: E39PBJgXb7tyrVDjRrrdPqfXh3